# Фьодор Шмид
Фьодор Богданович Шмид (Фридрих Карл Шмид) (на руски: Фёдор Богданович Шмидт; на немски: Friedrich Karl Schmidt) е руски ботаник, геолог, палеонтолог от немски произход.

## Произход и години на учение (1832 – 1859)
Роден е на 15 януари 1832 година (стар стил) в имението Кайема, Лифляндска губерния, Руска империя (днес в Естония), в немско семейство. През 1852 г. завършва Университета в Дерпт (днес Тартуски университет). Първоначално се занимава с ботаника и през 1855 г. защитава магистратура по тази наука, но впоследствие се посвещава на геологията и палеонтологията. Става най-добрия специалист по изучаването на силурския геоложки период в Прибалтийския район. От 1856 до 1859 г. е заместник-директор на ботаническата градина в Дерпт.

## Експедиционна дейност (1859 – 1866)
През 1859 г., вече известен със своите научни трудове, е поканен от Руското географско дружество да вземе участие в качеството си на геолог и ботаник в Амурско-Сахалинската експедиция (1859 – 1862). Освен него в експедицията влизат топографът Герасим Василиевич Шебунин и ботаникът Пьотър Петрович Глен.
През юли 1859 г. извършва геоложки изследвания в източното Задбайкалие. От средата на август до края на септември се спуска по реките Шилка и Амур до устието на Усури и извършва геоложки изследвания покрой теченията на реките. През пролетта на 1860 изследва долното течение на Амур, в т.ч. езерата Кизи, Кади, Орел и др. През лятото и есента на 1860, заедно с Шебунини, изследва и картира западното крайбрежие на Сахалин на протежение около 700 км. През 1861 г. изследва геологията на река Суйфун (245 км), вливаща се в Амурския залив на Японско море. От нея се прехвърля към езерото Ханка и по река Усури се спуска до Хабаровск, където зимува. През май 1862, отново заедно с Шебунин, изследва река Амгун (ляв приток на Амур) от устието ѝ, до устието на левия ѝ приток река Немилен (около 300 км). Изкачва се по река Керби (десен приток на Немилен), пресича хребета Дусе-Алин (2326 м) и изследва цялото течение на река Бурея (623 км, ляв приток на Амур).
В резултат на неговите изследвания е намерена изкопаема юрска флора в Амурска област и са открити кредни и третични наслагвания на остров Сахалин. Изучава флората на острова, прави му първото растително и геоложко описание и в резултат на своите изследвания предлага разделянето му на две физикогеографски и растителни области. Съставя първата геоложка карта на крайбрежието на залива Петър Велики.
За работата си в Далечния Изток Шмид е награден от Руското географско дружество със златен медал.
През 1866 г. е отправен от Руската академия на науките да изследва вътрешните части на Гиданския полуостров и долното течение на Енисей, където открива труп на мамут.

## Научна кариера и последни години (1867 – 1908)
През 1872 г. става професор, а през 1874 – академик в Руската академия на науките. Продължава работата по изучаването на силурската система и изследването на ледниковите образувания в Прибалтийския край. Описва и систематизира доставените от руски научни експедиции колекции от минерали и растения.
От 1873 до 1900 г. е директор на Минераложкия музей към Академията на науките.
Умира на 8 ноември 1908 година (стар стил) в Санкт Петербург на 76-годишна възраст.

## Памет
Неговото име носят:
- вид бреза (Betula schmidtii);
- връх Фридрихфеллет (78°05′ с. ш. 18°12′ и. д. / 78.083333° с. ш. 18.2° и. д., 440 м), в югоизточната част на остров Западен Шпицберген, архипелаг Шпицберген;
- връх Шмид, в района на град Норилск, Красноярски край;
- връх Шмидбергет (78°03′ с. ш. 18°06′ и. д. / 78.05° с. ш. 18.1° и. д., 550 м), в югоизточната част на остров Западен Шпицберген, архипелаг Шпицберген;
- вулкан Шмид (56°42′ с. ш. 159°39′ и. д. / 56.7° с. ш. 159.65° и. д., 2020 м), на п-ов Камчатка;
- възвишение Шмид (76°05′ с. ш. 138°54′ и. д. / 76.083333° с. ш. 138.9° и. д., 102 м), в северната част на остров Котелни, Новосибирски о-ви;
- нос Шмид (76°01′ с. ш. 97°24′ и. д. / 76.016667° с. ш. 97.4° и. д.), на западния бряг на п-ов Таймир;
- п-ов Шмид (54°08′ с. ш. 142°44′ и. д. / 54.133333° с. ш. 142.733333° и. д.), в най-северната част на остров Сахалин.

## Съчинения
- „Untersuchungen über d. silurische Formation von Estland“, Nord Livland u. Oesel, 1858.
- „Wissenschaftliche Resultate d. Mamuth-Expedition an den unterem Enisej“ // Труды Сибирской экспедиции, 1865 – 1874 (ботаническая, зоологическая, геологическая часть, палеонтология и исторические отчёты).
- Шмидт Ф. Б. и Глен П. П. „Труды сибирской экспедиции Императорского русского географического общества. Физический отдел“. Т. 1. Исторические отчёты. СПб. 1868.
- „Окаменелости меловой формации с острова Сахалина“ // Труды сибирской экспедиции Императорского русского географического общества. Физический отдел. Т. 3. вып. 1. СПб. 1873.
- „Ботаническая часть“ // Труды сибирской экспедиции Императорского русского географического общества. Физический отдел. Т. 2. СПб. 1874.
- „Miscellanea silurica. Revision der ostbaltischen silurischen Trilobiten“, 1881 – 1902. Ревизия силурийских трилобитов Прибалтики, 1881 – 1907 (описаны 250 видов трилобитов и дана схема расчленения силурийских отложений).